# Ludovico Di Santo
Ludovico Di Santo (Lincoln, provincia de Buenos Aires; 21 de noviembre de 1977) es un actor y modelo argentino. Es conocido por sus papeles en las telenovelas El tiempo no para y El elegido.

## Biografía
Vivió en la ciudad de Lincoln, en la provincia de Buenos Aires hasta los 18 años, cuando se mudó a la ciudad de Buenos Aires para estudiar Comunicación y luego actuación. Su madre es psicóloga.

## Filmografía
| Año  | Título                             |
| ---- | ---------------------------------- |
| 2012 | Extraños en la noche               |
| 2012 | Topos                              |
| 2015 | Los inocentes                      |
| 2016 | Operación México, un pacto de amor |
| 2017 | Yo soy así, Tita de Buenos Aires   |
| 2018 | El jardín de la clase media        |

## Televisión
| Año       | Título                           | Personaje                |
| --------- | -------------------------------- | ------------------------ |
| 2002      | Rebelde way                      | Camilo                   |
| 2004      | Frecuencia 04                    | Jagger Martínez          |
| 2005      | Paraíso rock                     | Ludovico Robles          |
| 2006      | El tiempo no para                | Lucas Montilla           |
| 2007      | El Capo (Argentina)              | Yamil                    |
| 2007-2008 | Julia's tango                    | Diego                    |
| 2008      | Vidas robadas                    | Patricio "Pato" Sabatini |
| 2008      | Atracción x4                     | Simón Starrantino        |
| 2010      | Alguien que me quiera            | Teo Carrasco             |
| 2011      | El elegido                       | Octavio Linares Calvo    |
| 2012-2013 | Sos mi hombre                    | Diego Hernán Jaúregui    |
| 2014-2015 | Viudas e hijos del rock and roll | Nacho Arostegui          |
| 2016      | La leona                         | Álex Arizmendi           |
| 2016      | 2091                             | Mefisto                  |
| 2017      | Cuéntame cómo pasó               | Padre Eugenio            |
| 2018      | Rizhoma Hotel                    | Nicolás                  |
| 2018      | Cien días para enamorarse        | Paul Contempomi          |
| 2020      | Separadas                        | Pedro Moret              |
| 2023      | Frágiles                         | Camilo Goya              |
| 2024      | Selenkay                         | Kiran                    |

## Videoclips
| Año  | Título     | Artista   |
| ---- | ---------- | --------- |
| 2007 | Si es amor | Fito Páez |

## Teatro
| Año  | Obra                | Director            | Teatro                        |
| ---- | ------------------- | ------------------- | ----------------------------- |
| 2011 | Extraños en un tren | Manuel González Gil | Teatro Güemes (Mar del Plata) |
| 2018 | Los Tutores         | Daniel Cuparo       | Paseo La Plaza                |

## Premios
| Año  | Premio                | Categoría              | Labor         | Resultado |
| ---- | --------------------- | ---------------------- | ------------- | --------- |
| 2011 | Premios Tato          | Mejor actor de reparto | El elegido    | Nominado  |
| 2012 | Premios Martín Fierro | Mejor actor de reparto | Sos mi hombre | Nominado  |